# Eustigmaeus simplex
Eustigmaeus simplex är en spindeldjursart som först beskrevs av Charles Thorold Wood 1966.  Eustigmaeus simplex ingår i släktet Eustigmaeus och familjen Stigmaeidae. Inga underarter finns listade i Catalogue of Life.